# 백운정류소
백운정류소는 전북특별자치도 진안군 백운면 백암리에 위치했던 대한민국의 시외버스정류장이었다.
2015년까지 1층 건물에 작은 대합실이 있었고 매표 업무는 바로 옆 '백운약방'에서 취급했었다. 전북고속에서 운행하는 버스 노선만 승차권을 구입할 수 있었으며, 그 외 무진장여객이나 임순여객에서 운행하는 노선은 현금이나 교통카드를 이용해 승차했었다.
2017년부터 백운정류소는 영업을 중단하여 이후 전북고속 부스가 사라졌으며 부스가 철거되어 폐쇄되었다.
전북고속 부스가 없어진 후 현재는 건물이 백운약방으로 사용되고 있다.

## 운행 노선
- 아래의 노선의 폐지되었다.

### 농어촌버스
임순여객과 무진장여객에서 운행했었다.
| 운행 회사  | 행선지                                                                       |
| ---------- | ---------------------------------------------------------------------------- |
| 임순여객   | 관촌, 봉서, 상염북, 임실                                                     |
| 무진장여객 | 남계리, 노촌리, 마령, 마치, 방화, 백운동, 봉서촌, 송림, 신암리, 원문교, 진안 |